# Aquilia Severa
Julia Aquilia Severa was Romeins keizerin van 220-221 en (opnieuw) later in 221-222. Zij was de tweede en vierde vrouw van keizer Elagabalus. Zij was de dochter van Quintus Aquilius, die tweemaal consul was onder Caracalla.
Aquilia was Virgo Maxima Vestales (Oudste Vestaalse Maagd, d.i. de leidster van de Vestalinen) toen Elagabalus haar eind 220 huwde, vlak na zijn scheiding van Julia Paula. Hiermee schoffeerde hij de Romeinse cultuur en eeuwenoude traditie die het aan Vestaalse Maagden verbood om seksuele relaties tijdens hun dertig jaar durende diensten te hebben. Overtredingen werden met de dood bestraft door de pontifex maximus, maar dat was Elagabalus zelf. Ze kreeg het praenomen Julia (Latijn: IVLIA) mee op munten, tezamen met de titel van Augusta, die Elagabalus haar had toegekend en waarin de Senaat hem slaafs was gevolgd.
Elagabalus trachtte het huwelijk een diepere religieuze betekenis te geven door ook zijn zonnegod Elagabal te laten trouwen met Vesta. Op aandringen van zijn grootmoeder, Julia Maesa, maakte Elagabalus er geen grandioos spektakel van en bleven de gebruikelijke spelen en festivals achterwege.
Waarschijnlijk ook op aandringen van zijn grootmoeder scheidde Elagabalus tijdens de zomer 221 van Aquillia om met een, voor de Romeinen, veel beter geaccepteerde vrouw te kunnen trouwen, namelijk Annia Faustina. Parallel hiermee ontbond Elagabalus ook het mythologische huwelijk van zijn zonnegod met Vesta en liet hem hertrouwen met Venus Caelestis. Maar binnen enkele maanden scheidde de rusteloze keizer van Annia Faustina en besloot weer met Aquilia te hertrouwen (maar zijn zonnegod hertrouwde hij niet). Elagabalus bleef met Aquilia getrouwd tot zijn dood in 222.
Severa's eigen visie op de hele affaire is slecht gekend. Sommige bronnen stellen dat ze gedwongen was te huwen tegen haar zin, en anderen gaan verder door verkrachting te suggereren. Desalniettemin wordt er door sommige historici gesteld dat vele verhalen over Elagabalus overdreven zijn door zijn vijanden, en er dus geen zekerheid is over wat er werkelijk gebeurd is. Het is onduidelijk of Elagabalus enige echte gevoelens had tegenover Severa, of dat hij vooral geïnteresseerd was in het symbolisme van hun huwelijk. Elagabalus schijnt ofwel homoseksueel of biseksueel geweest te zijn, en de historicus Cassius Dio beweert dat Elagabalus een stabielere relatie had met zijn wagenmenner, Hierocles, dan met zijn echtgenotes.

## Antieke bronnen
- Cassius Dio, LXXIX 9.
- Herodianus, Ab excessu divi Marci V 6.1.
- Scriptores Historiae Augustae, Antoninus Heliogabalus VI 5.

Merk op dat de twee laatsten haar naam niet vermelden.